# Palladium(II)nitraat
Palladium(II)nitraat is het palladiumzout van salpeterzuur en heeft als brutoformule Pd(NO3)2. De stof komt voor als een rood-bruine vaste stof, die oplosbaar is in water (hydrolyse). Doordat zowel het Pd2+-ion en het nitraat-ion sterke oxidatoren zijn, is de verbinding ook een sterke oxidator.

## Synthese
Palladium(II)nitraat kan bereid worden door palladium(II)oxide op te lossen in verdund salpeterzuur en vervolgens de verbinding te laten uitkristalliseren:
{\displaystyle \mathrm {PdO\ +\ 2\ HNO_{3}\longrightarrow \ Pd(NO_{3})_{2}\ +\ H_{2}O} }
Het kan ook bereid worden door metallisch palladium te laten reageren met heet, sterk geconcentreerd salpeterzuur.